# Pery Ribeiro
Pour les articles homonymes, voir Ribeiro.
Pery Ribeiro, né Péri Oliveira Martins le 27 octobre 1937 à Rio de Janeiro et décédé le 24 février 2012, est un chanteur brésilien de bossa nova, de MPB et de jazz, dont la carrière en tant que chanteur a débuté en 1959 et a continué jusqu'à peu de temps avant sa mort.

## Biographie
Pery Ribeiro est le fils de la chanteuse Dalva de Oliveira (1917-1972) et du chanteur-compositeur-interprète Herivelto Martins (1912-1992).
Ribeiro a commencé sa carrière encore enfant, en doublant la voix du nain Timide dans le film Blanche-Neige et les Sept Nains, tandis que sa mère avait assuré la voix de Blanche-Neige. En outre, il a participé au film inachevé d'Orson Welles It's All True. En 1944, Ribeiro est apparu comme un acteur dans la comédie musicale "Berlim na batucada" dirigée par Luís de Barros. Ce film est une satire du passage d'Orson Welles au Brésil pour le tournage d'It's All True (le même film dans lequel Ribeiro avait joué) et des États-Unis « bon voisin politique ».
La carrière de Ribeiro en tant que chanteur a commencé en 1959. Alors que Ribeiro travaillait comme caméraman à Rede Tupi, il a été invité à l'émission de Paulo Gracindo sur Rádio Nacional. C'est à ce moment-là qu'il adopta le nom de scène de Pery Ribeiro, sur la suggestion de César de Alencar (annonceur de radio, acteur de cinéma et animateur de télévision brésilien).
En 1960, la mère de Ribeiro (une chanteuse reconnue), a enregistré la composition de Ribeiro Não devo insistir. Ribeiro a enregistré son premier disque la même année. En 1961, Ribeiro a enregistré plusieurs disques 78 tours. Parmi eux se trouvait un disque où figurent les chansons Manhã de Carnaval et Samba de Orfeu de Luiz Bonfá et Antônio Maria, qui font partie de la bande originale du film de 1959 Orfeu Negro. La même année, il a enregistré O Barquinho, composée par Roberto Menescal et Ronaldo Bôscoli, qui est devenue un classique de la bossa nova. En 1962, Ribeiro a enregistré son premier album, Pery Ribeiro e seu mundo de canções românticas (Pery Ribeiro et son univers de chansons romantiques), accompagné à la guitare par Luiz Bonfá.
Ribeiro a été l'un des premiers chanteurs à enregistrer le classique de la bossa nova Garota de Ipanema, en 1962, pour Odeon,. La chanson fait partie du deuxième album de Ribeiro, Pery é todo bossa. Cet album aussi comprend la chanson Bossa Na Praia, écrite par Ribeiro en collaboration avec Geraldo Cunha, devenue un autre classique de la bossa nova avec notamment l'interprétation d'Astrud Gilberto dans son album Beach Samba. En 1965, Ribeiro a participé à une émission de télévision spéciale Gemini V, avec Leny Andrade et le groupe Bossa 3 au club Porão 73. Ribeiro, Andrade et Bossa 3 ont enregistré ensemble plusieurs fois par la suite. En dehors du Brésil, Ribeiro a travaillé principalement au Mexique et aux États-Unis. À la fin des années 1960, il rejoint le groupe Bossa Rio créé par Sérgio Mendes. En 1998, Ribeiro a déménagé à Miami, où il a vécu jusqu'en 2011.
En 2006, Ribeiro et son épouse, Ana Duarte, ont co-écrit une biographie de Ribeiro depuis sa petite enfance jusqu'au début de sa carrière, et sur la relation avec ses parents, appelée Minhas duas estrelas (Mes Deux Étoiles). Le livre a inspiré une mini-série sur TV Globo en 2010.
Ribeiro est décédé le 24 février 2012, d'une crise cardiaque, à Rio de Janeiro. Peu de temps avant sa mort, Ribeiro avait participé à un album de duos avec vingt-deux autres artistes en hommage à Wilson Simonal.

## Importance
En 2012, Ribeiro a été classé parmi les 100 meilleurs chanteurs brésiliens de tous les temps par Rolling Stone Brasil (à la 64e place). En commentant le classement de Ribeiro, le magazine a écrit : "peut-être le plus sous-estimé des chanteurs brésiliens, Pery Ribeiro... est devenu l'une des principales voix de la bossa nova.... Habileté, précision, finesse, intelligence musicale -- Pery avait tout cela, et chantait tous les styles."

## Discographie partielle
- 1962 : Pery Ribeiro e seu mundo de canções românticas (avec Luiz Bonfá)
- 1963 : Pery é todo bossa
- 1964 : Pery muito mais bossa
- 1965 : Gemini V (avec Leny Andrade)
- 1967 : Gemini V en Mexico (avec Leny Andrade)
- 1969 : Bossa Rio (avec Bossa Rio)
- 1970 : Alegria! (avec Bossa Rio)
- 1972 : Gemini Cinco Anos Depois (avec Leny Andrade)
- 1986 : Prá Tanto Viver (avec Luiz Eça)

## Filmographie partielle
- Berlim na batucada (1944)